# Ann Wilson (atleta)
Ann Shirley Wilson (Rochford, 29 settembre 1949) è un'ex pentatleta britannica.
Ha partecipato ai Giochi di Città del Messico 1968 e di Monaco di Baviera 1972, gareggiando in vari eventi di atletica leggera.